# Rodolfo di Lorena
Rodolfo di Lorena, detto il Valoroso (1320 – Crécy-en-Ponthieu, 26 agosto 1346), è stato Duca di Lorena dal 1329 alla sua morte.

## Origine
Secondo il Matthias Nuewenburgensis, Rodolfo era l'unico figlio maschio del Duca di Lorena, Federico IV e della moglie, Elisabetta d'Austria, 
 (1285-1352), figlia del duca d'Austria e re di Germania, Alberto I d'Asburgo e di Elisabetta di Tirolo-Gorizia, figlia, secondo il Burkardi de Hallis et Dytheri de Helmestat Notæ Historicæ 1273-1325 di Mainardo II di Tirolo-Gorizia, duca di Carinzia e di Elisabetta di Wittelsbach (vedova dell'Imperatore Corrado IV).
Federico IV di Lorena, secondo la HISTOIRE ECCLESIASTIQUE ET CIVILE DE LORRAINE, QUI COMPREND CE QUI ..., Volume 2, era il figlio maschio primogenito del Duca di Lorena, Teobaldo II e della moglie, Isabella di Rumigny, (1263-1326), figlia di Ugo, Signore di Rumigny e di Filippina d'Oulche.

## Biografia
Suo padre, Federico IV fu un alleato di Filippo VI di Francia, il figlio di Carlo di Valois, che nel 1328 era succeduto sul trono di Francia al cugino, il re di Francia Carlo IV il Bello, ed in quello stesso anno era dovuto intervenire nelle Fiandre a sostegno del conte Luigi I di Fiandra, contro i borghesi in rivolta, e Federico IV partecipò alla campagna militare.
Federico IV morì in seguito alla Battaglia di Cassel (1328), del 23 agosto 1328; secondo alcune cronache morì, nel corso della battaglia, secondo altri morì sei mesi dopo, il 21 aprile, quando fu sepolto.
Fu sepolto il venerdì santo nell'abbazia di Beaupré e gli succedette il figlio, Rodolfo, con la reggenza della madre, Elisabetta, che avrebbe dovuto mantenerla sino al 1334, alla maggior età del figlio, Rodolfo.
Nel mese di giugno, Rodolfo si sposò con Eleonora di Bar, figlia del conte di Bar, Edoardo I e di Maria di Borgogna, rispettando col contratto matrimoniale stipulato, nel 1323, dai genitori degli sposi.
Durante la reggenza della madre erano sorti problemi tra Isabella ed il vescovo di Toul, che con le sue truppe era entrato in Lorena, provocando danni e distruzioni; alle rimostranze di Isabella si trovò un accordo, per un indennizzo, nel 1331.
Molto probabilmente a seguito di questi avvenimenti, la reggenza, nel 1331, fu assunta dal suocero di Rodolfo, Edoardo I di Bar; secondo lo storico, Georges Poull, nel suo libro La Maison ducale de Lorraine (1994) (non consultato), la reggenza fu affidata a Edoardo I il 26 ottobre 1331.
Nel 1334, divenuto maggiorenne (secondo Georges Poull fu dichiarato maggiorenne, nel marzo/aprile 1335) Rodolfo risolse in modo definitivo le pendenze con il vescovo di Toul.
Nel 1337 il Conte Enrico IV di Bar i rifiutò di rendere omaggio al Duca. Rodolfo venne forzato quindi a devastare Pont-à-Mousson e attaccare i suoi abitanti. In una serie di rappresaglie, Enrico riottenne la parte ovest della Lorena e Rodolfo attaccò la regione di Bar-le-Duc. Solo con l'intervento di Filippo VI di Francia, prima fu raggiunta una tregua e poi la guerra ebbe termine.
Da quel momento i rapporti tra Francia e Lorena divennero molto forti, e Rodolfo si recava spesso a corte, a Parigi.
Assistette anche Filippo VI contro Edoardo III d'Inghilterra all'assedio di Tournai del 1340 nella fase iniziale della guerra dei cent'anni. Rodolfo poi seguì l'invito del Papa Giovanni XXII, a recarsi in Spagna a combattere i Mori; e durante una tregua della guerra anglo-francese, si recò in Spagna in aiuto di Alfonso XI di Castiglia nell'ambito della "Reconquista". Si scontrò con i mori a Granada e partecipò alla Battaglia di Gibilterra il 3 novembre 1340.
Al suo ritorno in Francia, si recò in aiuto del cognato, Carlo di Blois, nella guerra di successione bretone.
Nel 1346, Rodolfo fece testamento, dove fa riferimento a tutta la famiglia, compreso il suo erede, Giovanni, di pochi mesi, nominando esecutrici del testamento la moglie, Maria e la sorella, Margherita.
Quando riprese la guerra dei cent'anni, nel 1346, Rodolfo fu al fianco di Filippo VI, e partecipò alla battaglia di Crécy dove trovò la morte, assieme ad altri illustri cavalieri francesi, il 25 agosto 1346.
A Rodolfo succedette il figlio Giovanni, con la reggenza della madre, Maria di Blois.

## Matrimoni e discendenza
La sua prima moglie fu Eleonora (Aliénor), figlia di Edoardo I di Bar e di Maria di Borgogna. Il loro matrimonio venne celebrato a Pont-à-Mousson nel 1329, ma non ebbero figli ed Eleonora morì nel 1332.
Dopo la morte della prima moglie, si risposò con Maria (1323-1380), che, secondo sia il Dictionnaire de la noblesse che la Histoire de la maison de Chastillon-sur-Marne, era figlia del Conte di Blois e di Dunois e Signore d'Avesnes, di Trélon, di Guise, Guido I di Blois-Châtillon e della sorella del Re Filippo VI di Francia, Margherita di Valois, che, secondo il Chronicon Guillelmi de Nangiaco, era figlia del conte di Valois, Conte di Angiò e del Maine, conte d'Alençon e conte di Chartres, Carlo di Valois, e della prima moglie, la Contessa di Angiò e del Maine, Margherita (citata col nome della seconda moglie).
Rodolfo da Maria ebbe tre figli:
- Giovanni (1346 † 1390), Duca di Lorena[17];
- due gemelle († in giovane età).

Rodolfo da una amante di cui non si conoscono né il nome né gli ascendenti, ebbe un figlio:
- Alberto (prima del 1346 † 1406 circa).

## Ascendenza
|                              |                     |                               | Genitori                        |  |  | Nonni |  |  | Bisnonni               |  |  | Trisnonni           |  |
|                              |                     |                               |                                 |  |  |       |  |  | Federico III di Lorena |  |  | Mattia II di Lorena |  |
|                              |                     |                               |                                 |  |  |       |  |  | Federico III di Lorena |  |  | Mattia II di Lorena |  |
|                              |                     | Caterina di Limburgo          |                                 |  |  |       |  |  | Federico III di Lorena |  |  |                     |  |
| Teobaldo II di Lorena        |                     |                               |                                 |  |  |       |  |  | Federico III di Lorena |  |  |                     |  |
|                              |                     | Margherita di Navarra         | Tebaldo I di Navarra            |  |  |       |  |  |                        |  |  |                     |  |
|                              |                     | Margherita di Navarra         | Tebaldo I di Navarra            |  |  |       |  |  |                        |  |  |                     |  |
|                              |                     | Margherita di Navarra         | Margherita di Borbone-Dampierre |  |  |       |  |  |                        |  |  |                     |  |
| Federico IV di Lorena        |                     | Margherita di Navarra         |                                 |  |  |       |  |  |                        |  |  |                     |  |
|                              |                     | Ugo di Rumigny                | …                               |  |  |       |  |  |                        |  |  |                     |  |
|                              |                     | Ugo di Rumigny                | …                               |  |  |       |  |  |                        |  |  |                     |  |
|                              |                     | Ugo di Rumigny                | …                               |  |  |       |  |  |                        |  |  |                     |  |
| Isabella di Rumigny          |                     | Ugo di Rumigny                |                                 |  |  |       |  |  |                        |  |  |                     |  |
|                              |                     | Filippina d'Oulche            | …                               |  |  |       |  |  |                        |  |  |                     |  |
|                              |                     | Filippina d'Oulche            | …                               |  |  |       |  |  |                        |  |  |                     |  |
|                              |                     | Filippina d'Oulche            | …                               |  |  |       |  |  |                        |  |  |                     |  |
| Rodolfo di Lorena            |                     | Filippina d'Oulche            |                                 |  |  |       |  |  |                        |  |  |                     |  |
|                              | Rodolfo I d'Asburgo | Alberto IV il Saggio          |                                 |  |  |       |  |  |                        |  |  |                     |  |
|                              | Rodolfo I d'Asburgo | Alberto IV il Saggio          |                                 |  |  |       |  |  |                        |  |  |                     |  |
|                              | Rodolfo I d'Asburgo | Edvige di Kyburg              |                                 |  |  |       |  |  |                        |  |  |                     |  |
| Alberto I d'Asburgo          | Rodolfo I d'Asburgo |                               |                                 |  |  |       |  |  |                        |  |  |                     |  |
|                              |                     | Gertrude di Hohenberg         | Burcardo V di Hohenberg         |  |  |       |  |  |                        |  |  |                     |  |
|                              |                     | Gertrude di Hohenberg         | Burcardo V di Hohenberg         |  |  |       |  |  |                        |  |  |                     |  |
|                              |                     | Gertrude di Hohenberg         | Matilde di Tubinga              |  |  |       |  |  |                        |  |  |                     |  |
| Elisabetta d'Austria         |                     | Gertrude di Hohenberg         |                                 |  |  |       |  |  |                        |  |  |                     |  |
|                              |                     | Mainardo II di Tirolo-Gorizia | Mainardo I di Tirolo-Gorizia    |  |  |       |  |  |                        |  |  |                     |  |
|                              |                     | Mainardo II di Tirolo-Gorizia | Mainardo I di Tirolo-Gorizia    |  |  |       |  |  |                        |  |  |                     |  |
|                              |                     | Mainardo II di Tirolo-Gorizia | Adelaide del Tirolo             |  |  |       |  |  |                        |  |  |                     |  |
| Elisabetta di Tirolo-Gorizia |                     | Mainardo II di Tirolo-Gorizia |                                 |  |  |       |  |  |                        |  |  |                     |  |
|                              |                     | Elisabetta di Baviera         | Ottone II di Baviera            |  |  |       |  |  |                        |  |  |                     |  |
|                              |                     | Elisabetta di Baviera         | Ottone II di Baviera            |  |  |       |  |  |                        |  |  |                     |  |
|                              |                     | Elisabetta di Baviera         | Agnese del Palatinato           |  |  |       |  |  |                        |  |  |                     |  |
|                              |                     | Elisabetta di Baviera         |                                 |  |  |       |  |  |                        |  |  |                     |  |

### Fonti primarie
- (LA)  Fontes Rerum Germanicarum, Band IV (Stuttgart).
- (LA)  Fontes rerum Germanicarum II.
- (LA)  Recueil des historiens des Gaules et de la France. Tome 20.

### Letteratura storiografica
- (FR)  HISTOIRE ECCLESIASTIQUE ET CIVILE DE LORRAINE, QUI COMPREND CE QUI ..., Volume 2.
- (FR)  Dictionnaire de la noblesse.
- (FR)  Histoire de la maison de Chastillon-sur-Marne.